# Élection présidentielle srilankaise de 2005
L'élection présidentielle sri lankaise de 2005 est la cinquième élection présidentielle du Sri Lanka. Le responsable de l'alliance United People's Freedom Alliance, Mahinda Rajapakse, remporte l'élection.

## Contexte
Le Premier ministre Mahinda Rajapaksa est rapidement devenu le candidat de la gauche socialiste Sri Lanka Freedom Party et Ranil Wickremesinghe, de la droite conservatrice United National Party. Les deux candidats ont tenté de rallier le soutien des partis mineurs : Rajapaksa a chercher à reconstituer l'alliance avec le Janatha Vimukthi Peramuna qui existait au niveau parlementaire. Après avoir accepté de rejeter le fédéralisme et de renégocier le cessez-le-feu avec les Tigres tamouls, le JVP et le Jathika Hela Urumaya l'ont approuvé.
Après cela, le seul véritable espoir de victoire de Wickremasinghe fut le soutien des minorités ethniques de l'île, étant donné sa position généralement plus conciliante sur la question ethnique. Il a obtenu l'approbation du principal parti musulman, le Sri Lanka Muslim Congress, et le Ceylon Workers' Congress, représentant les Tamouls indiens. Il n'a cependant pas réussi à obtenir le soutien du principal parti tamoul srilankais, la Tamil National Alliance. Les espoirs de victoire de Wickremasinghe ont disparu lorsque les LTTE ont ordonné aux électeurs tamouls, dont la plupart auraient probablement voté pour lui, de boycotter les élections.
Les questions économiques ont également travaillé à la faveur de Rajapaksa. Le Sri Lanka avait connu une forte croissance sous les politiques de libre-échange de Wickremasinghe quand il était premier ministre de 2001 à 2004, mais il avait également poursuivi des privatisations controversées que Rajapaksa avait promis d'arrêter. Rajapaksa a également promis une politique de nationalisme économique.

## Résultats
Résumé du résultats de l'élection présidentielle de 2005
| Candidat              | Candidat                     | Parti politique                   | Votes      | %        |
| --------------------- | ---------------------------- | --------------------------------- | ---------- | -------- |
|                       | Mahinda Rajapaksa            | United People's Freedom Alliance  | 4,887,152  | 50,29 %  |
|                       | Ranil Wickremesinghe         | United National Party             | 4,706,366  | 48,43 %  |
|                       | Siritunga Jayasuriya         | United Socialist Party            | 35,425     | 0,36 %   |
|                       | A. A. Suraweera              | National Development Front        | 31,238     | 0,32 %   |
|                       | Victor Hettigoda             | United Lanka People's Party       | 14,458     | 0,15 %   |
|                       | Chamil Jayaneththi           | New Left Front                    | 9,296      | 0,10 %   |
|                       | Aruna de Soyza               | Ruhuna People's Party             | 7,685      | 0,08 %   |
|                       | Wimal Geeganage              | Sri Lanka National Front          | 6,639      | 0,07 %   |
|                       | Anura de Silva               | United Lalith Front               | 6,357      | 0,07 %   |
|                       | Ajith Arachchige             | Democratic Unity Alliance         | 5,082      | 0,05 %   |
|                       | Wije Dias                    | Socialist Equality Party          | 3,500      | 0,04 %   |
|                       | Nelson Perera                | Sri Lanka Progressive Front       | 2,525      | 0,03 %   |
|                       | Hewaheenipellage Dharmadwaja | United National Alternative Front | 1,316      | 0,01 %   |
| Votes valables        | Votes valables               | Votes valables                    | 9 717 039  | 100,00 % |
| Votes rejetés         | Votes rejetés                | Votes rejetés                     | 109 739    |          |
| Nombre de votes       | Nombre de votes              | Nombre de votes                   | 9 826 778  |          |
| Électeurs enregistrés | Électeurs enregistrés        | Électeurs enregistrés             | 13 327 160 |          |
| Participation         | Participation                | Participation                     | 73,73 %    |          |